# Jättebläckfiskar
Jättebläckfiskar (Architeuthis) är ett släkte tioarmade bläckfiskar som ensamma placeras i familjen Architeuthidae. Hur många arter släktet omfattar är oklart och det kan röra sig om enbart en art. Jättebläckfiskarna är de största kända ryggradslösa djuren. Det mesta kring dessa djur är dåligt känt och flertalet fynd utgörs av döda exemplar som hittats uppspolade på stränder eller drivande på havsytan.

## Systematik
Släktet beskrevs först 1857 av Japetus Steenstrup. Ett 20-tal arter har genom historien blivit beskrivna men flertalet av dessa är mycket otydliga. Idag brukar åtta arter räknas upp men även dessa är mycket osäkra och inga genetiska eller fysiska distinkta skillnader finns dokumenterade mellan dessa taxa. Många auktoriteter behandlar därför alla jättebläckfiskar som den enda arten Architeuthis dux, tills släktskapen är vetenskapligt utredda.
En hypotes som ett flertal auktoriteter följer är att det åtminstone finns tre arter. En i Atlanten Architeuthis dux, en i Antarktiska oceanen A. sanctipauli och i varje fall en art i norra Stilla havet A. martensi.

## Utseende
Man har funnit jättebläckfiskar med en kropp på 4 meter och fångsttentakler på 13 meter. Vikten kan uppgå till 1 ton. Munnen, som liknar en papegojnäbb, sitter inne mellan armarna.[källa behövs] Jättebläckfisken har tio armar, och karaktäriseras av att två av dem är längre än de övriga. Jättebläckfiskens öga är 15 cm i diameter.[källa behövs]

## Ekologi
Jättebläckfisken lever på 600 meters djup. Den lever av fisk och mindre bläckfiskar. Studier indikerar att den är en aktiv predator och inte en asätare. Den lägger sina ägg på bottnen. Mycket kring dess ekologi är okänt eftersom de lever ett undanskymt och diskret liv. Exempelvis vet man inte hur gamla eller stora de kan bli.

## Jättebläckfisken och människan

Professorerna Erling Sivertsen och Svein Haftorn vid den jättebläckfisk som drev iland i Ranheim, Norge den 2 oktober 1954. Total mätte individen 9,2 meter.

Jättebläckfisken var länge ett mytiskt djur och beskrevs inte vetenskapligt förrän vid mitten av 1800-talet. Djuret har genom tiderna givit upphov till berättelser om havsmonster. 
Ett forskningsteam lett av den japanska zoologen Tsunemi Kubodera lyckades den 30 september 2004, som den förste i världen, att fotografera en levande jättebläckfisk i sitt naturliga habitat. Två år senare, den 4 december 2006, lyckades de även som första team att filma en jättebläckfisk.
Steenstrup beskrev släktet efter en individ som strandade vid den danska Öresundskusten.